# 哈维尔·马里亚斯
哈维尔·马里亚斯·佛朗哥（西班牙語：Javier Marías Franco，1951年9月20日—2022年9月11日）是一位西班牙小说家。他还是翻译家及专栏作家。1997年，他的小说《Corazón tan blanco》（1992）获国际IMPAC都柏林文学奖，1994年其小说《Mañana en la batalla piensa en mí》获罗慕洛·加列戈斯奖。

## 過世
馬里亞斯在2022年9月11日因COVID-19病逝於馬德里。

## 作品
- 《如此慘白的心》（Corazon tan blanco）
- 《你明日的容顏》（Tu rostro manana）